# سوپ عدس
سوپ عدس سوپی است که ماده اصلی آن عدس است. ممکن است گیاهی یا شامل گوشت باشد و ممکن است از عدس قهوه ای، قرمز، زرد، سبز یا سیاه، با آن یا بدون پوسته استفاده شود. عدس زرد و قرمزپوست کنده شده در پخت و پز متلاشی می‌شود و یک سوپ غلیظ درست می‌شود. این غذای اصلی در سراسر اروپا، آمریکای لاتین و خاورمیانه است.

## انواع

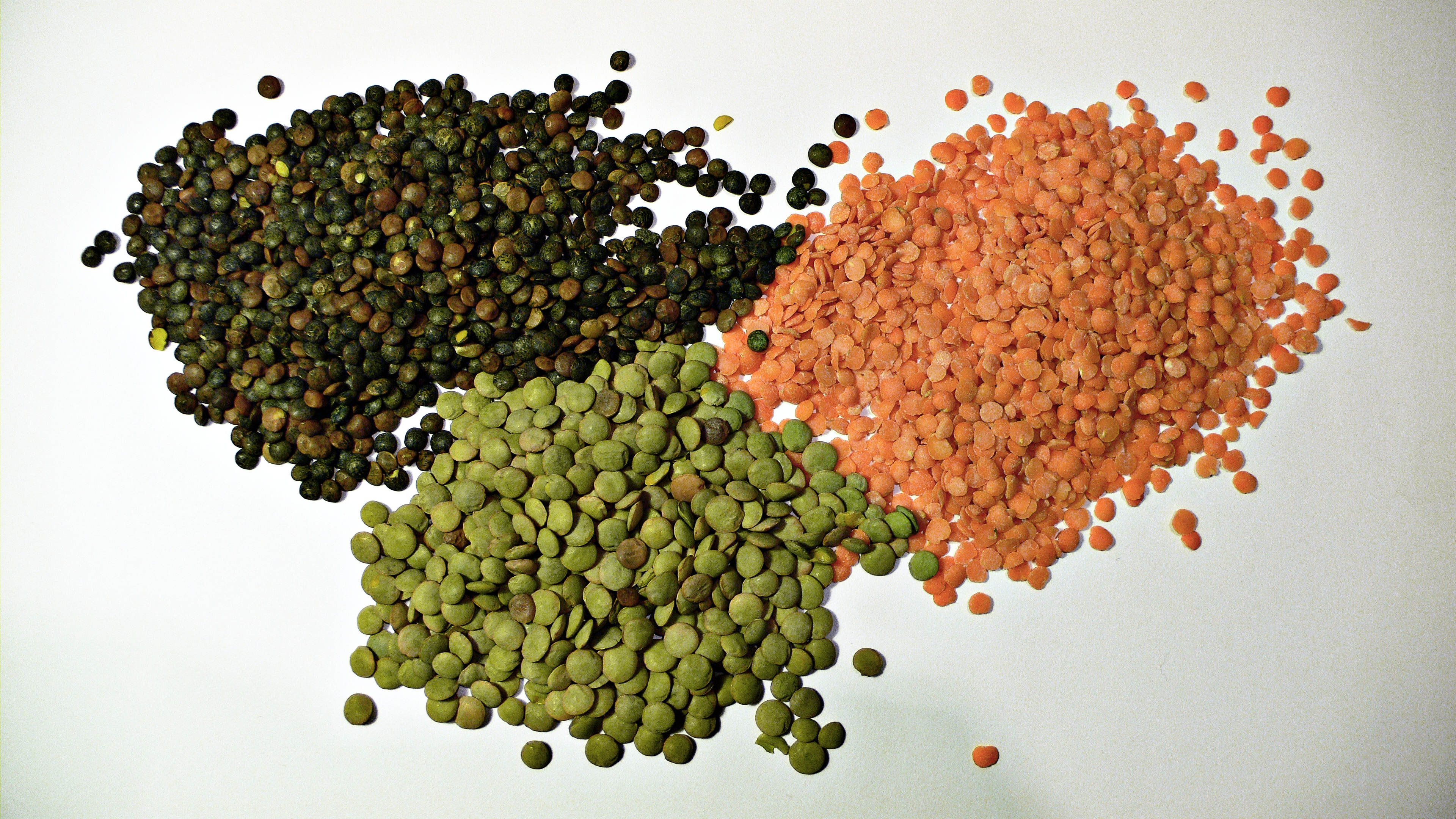
چند نوع عدس مورد استفاده در سوپ عدس

سوپ عدس ممکن است شامل سبزیجاتی مانند هویج، سیب زمینی، کرفس، جعفری، گوجه فرنگی، کدو تنبل، چنار و پیاز باشد. طعم دهنده‌های رایج عبارتند از سیر، برگ بو، زیره، روغن زیتون و سرکه. گاهی آن را با کروتون یا سبزی خرد شده یا کره، روغن زیتون، خامه یا ماست تزئین می‌کنند. سوپ عدس هندی حاوی انواع ادویه‌های معطر است. در غذاهای عراقی و شامی، سوپ را با زردچوبه و زیره چاشنی می‌کنند و روی آن رشته‌های ورمیشلی برشته‌شده و نازک به نام (شعیریه) می‌ریزند و به همراه یک لیمو سرو می‌کنند. در خاورمیانه، اضافه کردن آب لیمو طعم تندی به غذا می‌دهد و سنگینی هضم را کاهش می‌دهد.
- سوپ ازوژلین ترکی با بلغور و عدس قرمز درست می‌شود.
- کاسه سوپ عدس با عدس سبز و قرمز.
- سوپ عدس آلمانی با سوسیس خونی.

## تغذیه
سوپ عدس به عنوان غذایی بسیار مغذی، منبع خوبی از پروتئین، فیبر غذایی، آهن و پتاسیم شناخته شده‌است.